# Cladopelma subnigra
Cladopelma subnigra är en tvåvingeart som först beskrevs av Lars Zakarias Brundin 1947.  Cladopelma subnigra ingår i släktet Cladopelma och familjen fjädermyggor. Inga underarter finns listade i Catalogue of Life.